# Gentianella pleurogynoides
Gentianella pleurogynoides är en gentianaväxtart. Gentianella pleurogynoides ingår i släktet gentianellor, och familjen gentianaväxter.

## Underarter
Arten delas in i följande underarter:
- G. p. milliganii
- G. p. pleurogynoides